# 두카이원
두카이원(중국어: 杜凱文, 병음: Dù Kǎiwén, 영어: Tu Kai-Wen, 1991년 6월 28일 ~ )은 중화민국의 유도 선수이다. 2012 런던 올림픽에 중화 타이베이 국가대표로 참가하였다.

## 생애
타이중시 출신으로 2008년에 중화 타이베이 주니어 국가대표로 발탁되어 타이 방콕에서 열린 세계 주니어 유도 선수권 대회에 참가하여 -66kg급에 출전했다. 두카이원은 아랍에미리트의 후마이드 알 다레이와 대한민국의 남규태를 격파하였으나 프랑스의 위고 르그랑에게 패하여 탈락하였다. 같은 해에 중화민국 타이베이에서 열린 2008 국제 주니어 유도 토너먼트 -66kg급에 참가하여 몽골의 다바수레닌 둘군과 중화 타이베이의 호제위의 뒤를 이어 동메달을 획득하였다. 이듬 해에 프랑스 파리에서 열린 세계 주니어 선수권 대회에도 참가하여 몰도바의 블라디슬라브 네메렌코와 베네수엘라의 아르만도 알바레스, 에콰도르의 이스라엘 베르두고를 차례로 눌렀으나 일본의 모리시타 준페이에게 패한 후 패자부활전에서 헝가리의 졸트 고리아나츠에게 패하여 러시아의 데니스 야르체프와 함께 공동 7위를 기록했다.
2010년 5월에는 방콕에서 열린 아시아 주니어 선수권 대회에 참가하여 결승전까지 진출했으며, 결승에서 카자흐스탄의 나우리즈베크 말리셰프에게 패하여 은메달을 획득하였다. 같은 해 6월에는 성인 대표로 승격하여 마카오에서 열린 동아시아 선수권 대회에 참가하였으며, 결승전에서 일본의 마에다 쇼가에게 패하여 준우승했다. 그 해 12월에는 중화인민공화국 칭다오에서 열린 유도 그랑프리에 참가하여 대한민국의 김형주를 꺾었으나 브라질의 레안드루 쿠냐에게 패하여 탈락했다. 이후 2012년 4월에 우즈베키스탄 타슈켄트에서 열린 아시아 유도 선수권 대회에 참가하여 카자흐스탄의 세르게이 림과 키르기스스탄의 이슬람 바얄리노프에게 패하여 탈락하였다. 그 해 7월에는 올림픽 국가대표로 발탁되어 2012 런던 올림픽에 중화 타이베이 대표로 참가하였으며, 첫 대결 상대인 2004 아테네 올림픽 동메달리스트이기도 한 몽골의 하슈바타린 차간바타르에게 패하여 탈락하였다. 그 해 11월에는 칭다오에서 열린 유도 그랑프리에 참가하여 대한민국의 김호영에게 패하여 탈락했고, 일본 도쿄에서 열린 유도 그랜드슬램 대회에도 중화 타이베이 대표로 참가하였으나 카자흐스탄의 바크다울레트 사비토프에게 패하여 탈락하였다. 2012년 12월에는 대한민국 제주시에서 열린 유도 월드컵에 참가하여 대한민국의 조준호와 황보배에게 패하여 탈락하였다.